# آنایس میچل
آنایس میچل (‎/əˈneɪ.ɪs/‎ متولد ۱۹۸۱ مارس ۲۶) خواننده و ترانه‌سرا، نوازنده، و نمایشنامه نویس آمریکایی است. میچل هفت آلبوم با عنوان‌های Hadestown (2010)، Young Man in America (2012)، و Child Ballads (2013) منتشر کرده‌است.
وی آلبوم هادستاون خود را به عنوان یک نمایش موزیکال صحنه ای (همراه با کارگردان راشل چاوکین) توسعه داد که اولین بار در ایالات متحده در کارگاه تئاتر نیویورک در تابستان ۲۰۱۶ اجرا شد و اولین بار در کانادا در سالن تئاتر سیتادل، ادمونتون برگزار شد. این نمایش در تئاتر ملی لندن در نوامبر ۲۰۱۸ و سپس در برادوی در ۱۷ آوریل ۲۰۱۹ در تئاتر والتر کر آغاز به کار کرد. تولید هادستاون در برادوی موفق به کسب هشت جایزه تونی در سال ۲۰۱۹ از جمله جایزه تونی برای بهترین موزیکال شد. میچل جایزه تونی بهترین امتیاز اصلی را دریافت کرد. او همچنین نامزد بهترین کتاب یک نمایش موزیکال شد. آلبوم بازیگران برادوی جایزه گرمی بهترین آلبوم تئاتر موزیکال در سال ۲۰۲۰ را دریافت کرد.
اولین کتاب میچل، Working on a Song: The Lyrics of Hadestown، توسط انتشارات Plume Books در ۶ اکتبر سال ۲۰۲۰ منتشر شد.
میچل در بین ۱۰۰ نفر از با نفوذترین افراد مجله تایم در سال ۲۰۲۰ قرار دارد.

## اوایل زندگی
پدر میچل داستان‌نویس و استاد دانشگاه است و نام او را به نام نویسنده آناییز نین گذاشت. او در مزرعه ترلون در شهرستان آدیسون، ورمانت بزرگ شد. وی پس از سفر در دوران کودکی به خاورمیانه، اروپا و آمریکای لاتین، در کالج میدلبری تحصیل کرد.

## حرفه
میچل با نوشتن اولین آهنگهای خود در سن ۱۷ سالگی، حدود سال ۱۹۹۸، جایزه New Folk را در سال ۲۰۰۳، هنگامی که ۲۲ ساله بود، در جشنواره مردمی کرویل برنده شد.
در سال ۲۰۰۶ میچل پیش نویس «اپرای فولکلور» خود در هادستاون را آغاز کرد که آن را با همکاری تنظیم کننده مایکل چورنی و کارگردان بن تی مچ استیک نوشت. نسخه اصلاح شده هادستاون در سال ۲۰۰۷ روی صحنه رفت. سومین آلبوم او، The Brightness ، در همان سال در Righteous Babe Records منتشر شد.
در سال ۲۰۱۹، میچل به عنوان بخشی از «ابرگروه» سه تکه ای به نام Bonny Light Horseman ظاهر می‌شد، متشکل از خودش، اریک دی. جانسون از Fruit Bats و گیتاریست جاش کافمن. اولین آلبوم این گروه در ۲۴ ژانویه ۲۰۲۰ منتشر شد.

## زندگی شخصی
میچل در سال ۲۰۰۶ با نوح هان ازدواج کرد. آنها دو دختر به نام‌های رامونا و روزتا دارند.

## جوایز و نامزدی‌ها
| Year | جایزه                           | رده                                                      | کار                                                                                | نتیجه     |
| ---- | ------------------------------- | -------------------------------------------------------- | ---------------------------------------------------------------------------------- | --------- |
| ۲۰۰۳ | Kerrville Folk Festival         | New Folk Award                                           | New Folk Award                                                                     | برنده     |
| ۲۰۱۰ | جایزه گرمی                      | جایزه گرمی بهترین بسته‌بندی آلبوم                         | Hadestown                                                                          | نامزدشده  |
| ۲۰۱۴ | BBC Radio 2 Folk Award          | Best Traditional Track                                   | "Willie of Winsbury" (shared with Jefferson Hammer)                                | برنده     |
| ۲۰۱۹ | جایزه تونی                      | Best Original Score                                      | Hadestown                                                                          | برنده     |
| ۲۰۱۹ | جایزه تونی                      | Best Book of a Musical                                   | Hadestown                                                                          | نامزدشده  |
| ۲۰۱۹ | Outer Critics Circle Award      | Outstanding New Score (Broadway or Off-Broadway)         | Hadestown                                                                          | برنده     |
| ۲۰۱۹ | Outer Critics Circle Award      | Outstanding Book of a Musical (Broadway or Off-Broadway) | Hadestown                                                                          | نامزدشده  |
| ۲۰۱۹ | Americana Music Honors & Awards | Song of the Year                                         | "By Degrees" (with Mark Erelli, Rosanne Cash, شریل کرو، Lori McKenna and جاش ریتر) | نامزدشده  |
| 2020 | جایزه گرمی                      | Best Musical Theater Album                               | Hadestown                                                                          | برنده     |
| ۲۰۲۱ | جایزه گرمی                      | Best Folk Album                                          | Bonny Light Horseman                                                               | در انتظار |